# 第一个五年计划 (中国)
第一个五年计划（简称一五计划）是指中华人民共和国政府制定的从1953年到1957年发展国民经济的计划。该计划由中央人民政府政务院总理周恩来、副总理陈云主持制定，在中华人民共和国历史上有重要地位。该计划的成功为中国工业化打下基础，成为了50年代后发展国家工业化的成功案例。 培养了大量的技术专家，产业工人，提高了国民收入，并且通过苏联和东欧技术的引进提高了解放军的现代化水平。
1954年4月19日，中共中央正式发出关于成立编制五年计划纲要草案八人工作小组的决定，指出工作小组的任务是：进一步研究第一个五年计划纲要的工业发展速度，苏联援助的141个建设项目，投资比例，对农业、手工业和私营工商业社会主义改造的程度及稳定市场等问题。组长陈云。6月29日、30日，陈云就第一个五年计划编制情况向中共中央作了汇报。

## 基本任务
- 为建立中华人民共和国社会主义工业化的初步基础，集中力量进行工业建设，其中包括苏联帮助中华人民共和国设计的156个建设项目以及694个大中型建设项目。
- 为建立对农业和手工业社会主义改造的基础，发展部分集体所有制的农业生产合作社。
- 为建立对私营工商业社会主义改造的基础，将资本主义工商业分别纳入各种形式的国家资本主义的轨道。

## 投资分配
第一个五年计划的指导思想是“把重点转到基本建设上来”。安排总投资766.4亿元人民币。其中基本建设投资427.4亿元，占总支出的55.8%；其它的339亿元占总支出的44.2%的投资中，还有相当大的部分用于基本建设所需的资源勘探、工程勘测、工程设计、器材储备等。
在基本建设投资中，工业部门的投资为248.5亿元，占58.1%。
钢铁工业安排投资34.52亿元，实际完成投资37.93亿元。有色金属工业安排投资19.91亿元，实际完成投资18.45亿元。

## 成就

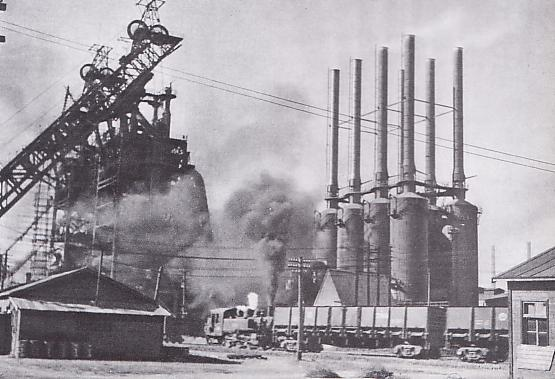
鞍山鋼鐵公司

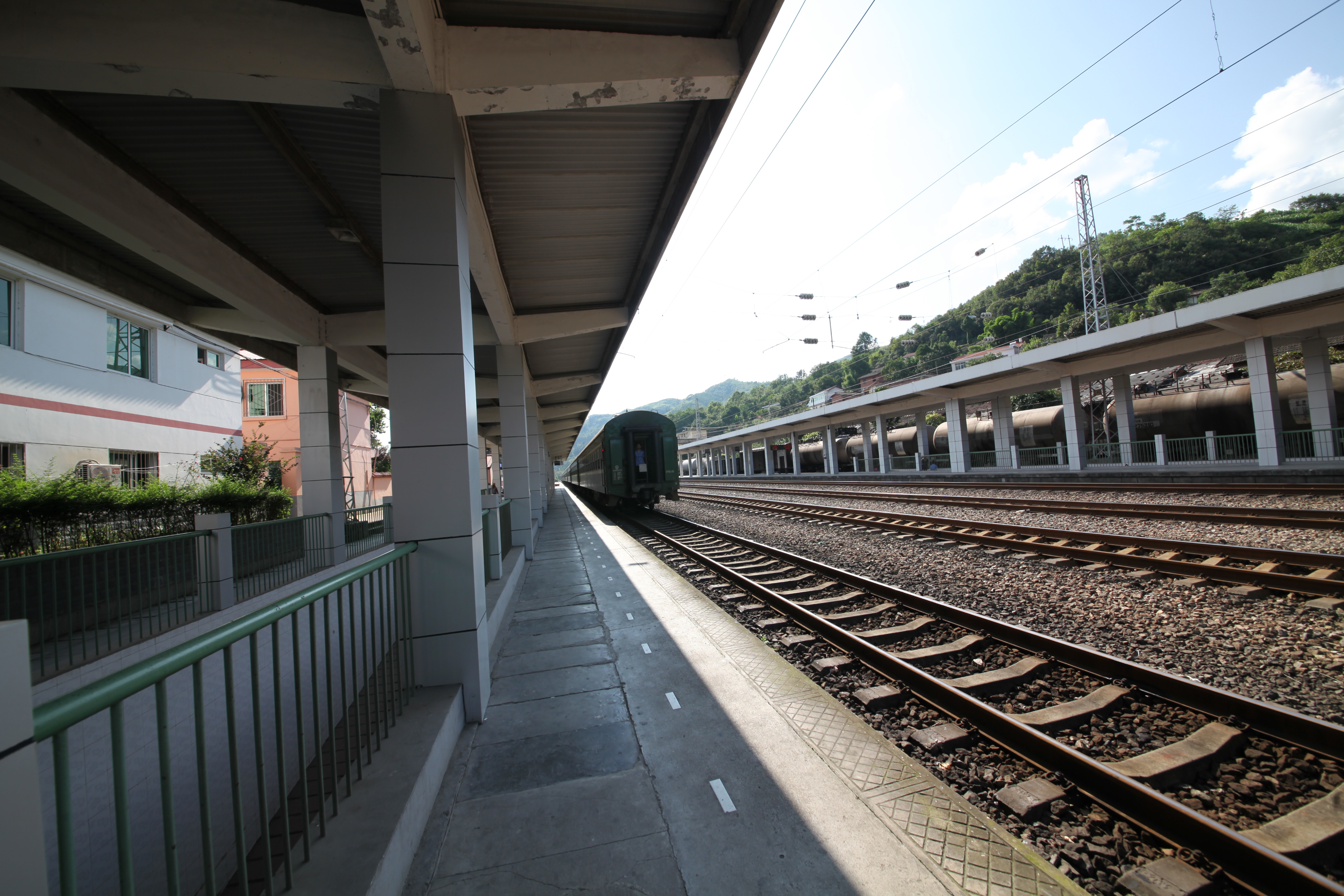
宝成铁路陽平關站

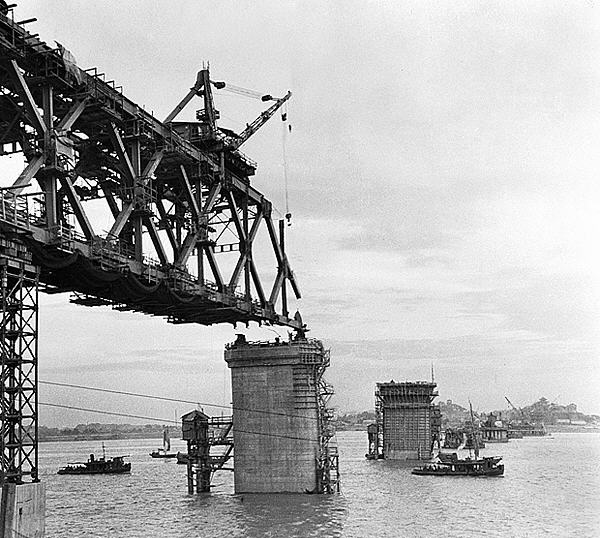
武漢長江大橋

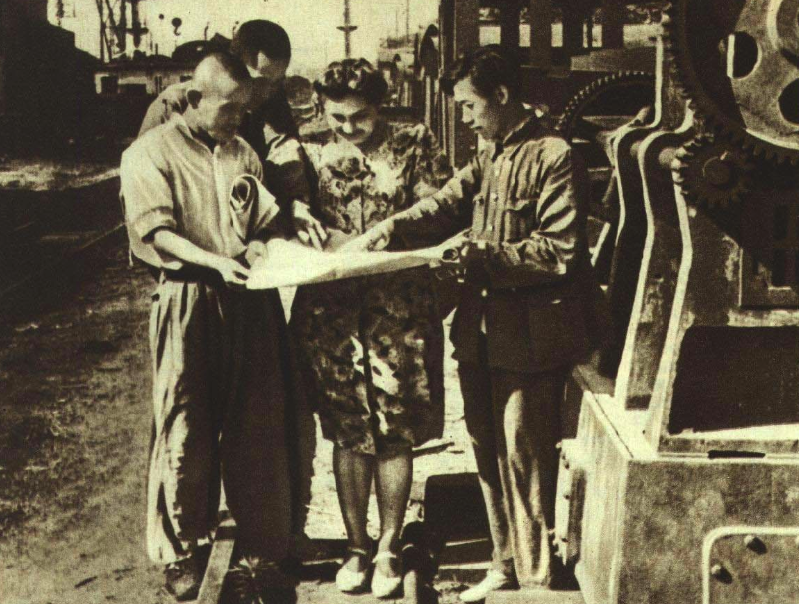
苏联专家妮娜·波尔达芙车瓦指导大连铁路分厂工作

计划所规定的建设任务，于1957年底完成。建立起了中华人民共和国社会主义工业化的初步基础。对个体农业、手工业以及私营工商业的社会主义改造基本完成。社会主义生产关系基本确定。

### 工业
- 长春第一汽车制造厂
- 钢铁7项
  - 鞍山钢铁公司
  - 武汉钢铁公司
  - 包头钢铁公司
  - 本溪钢铁公司
  - 富拉尔基特殊钢厂
  - 吉林铁合金厂
  - 热河钒钛矿
- 有色金属13项
  - 抚顺铝厂
  - 哈尔滨铝加工厂
  - 吉林电极厂
  - 株洲硬质合金厂
  - 洛阳铜加工厂
  - 杨家杖子钼矿
  - 白银有色金属公司
  - 江西大吉山钨矿1958年建成投产
  - 江西西华山钨矿1960年建成投产
  - 江西岿美山钨矿
  - 云南锡业公司
  - 东川铜矿
  - 会泽铅锌矿

### 交通
建成了4000公里铁路，10000公里的干线公路。
- 武汉长江大桥
- 宝成铁路
- 鹰厦铁路

- 三门峡水利枢纽是中华人民共和国成立以来黄河中上游段建设的第一座大型水利工程项目。
- 青铜峡水库是中华人民共和国成立以来黄河梯级开发的第一期大型水利工程。